# Phthia lunata
Phthia lunata är en insektsart som först beskrevs av Fabricius 1787.  Phthia lunata ingår i släktet Phthia och familjen bredkantskinnbaggar. Inga underarter finns listade i Catalogue of Life.